# Valeurs (psychologie)
Pour les articles homonymes, voir Valeur.
En psychologie, les valeurs (du latin « valor », dérivé de « valere » qui signifie « être fort, puissant ») sont « des motivations trans-situationnelles, organisées hiérarchiquement, qui guident la vie ». Les valeurs sont considérées comme des variables latentes, qui ne sont pas directement observables mais qui se manifestent à partir de nos perceptions, nos attitudes, nos choix, nos comportements, nos jugements et nos actions. Dans ce sens, elles permettent de répondre à la question pourquoi agissons-nous comme nous agissons ? La psychologie des valeurs peut aider à comprendre ce qui est le plus important pour un individu (ou pour un groupe) et ceci à travers différents contextes et situations sociales.
D'autres disciplines s'intéressent aussi à l'impact des valeurs. Ainsi, la sociologie se focalise surtout sur les points de vue groupaux et sociétaux (supra-individuels). L'étude des valeurs (sociologie) est souvent uni-modale: soit théorique et normative (théories élaborées sans confrontation au réel), soit descriptive et positive (accumulation des données empiriques sans recours à une théorie). En philosophie on parle de valeur morale.
La psychologie, notamment la psychologie sociale, tente d'établir le lien entre théorie et pratique. De plus, la psychologie sociale s'intéresse aussi bien à une vision supra-individuelle qu'individuelle des valeurs. Les valeurs servent de « principes guidant nos vies ».
Comme les motivations, les valeurs ont fait l'objet de modélisations et ont suscité la création d'outils de mesure de leur intensité.

## La valeur / Les valeurs
Pour les articles homonymes, voir valeur.
D'autres disciplines s'intéressent à la notion de "valeur" ou de "valeurs" : Voir les articles spécifiques qui leur sont consacrés.
L'histoire du concept de Valeur est dans l'article : Valeur en philosophie.

## Introduction
« Les valeurs sont des conceptions centrales du désirable dans chaque individu et dans la société» . Elles influencent, en grande partie, les attitudes et les comportements des personnes. Elles ont pour fonctions principales l'orientation de nos choix, la justification de nos comportements et l'adaptation au contexte social.
Les valeurs sont étudiées dans plusieurs domaines : sociologie, théologie, politique, anthropologie, psychologie, économie, ethnologie, etc.
Les valeurs sont définies comme « des préceptes généraux d'une société entière ». Effectivement, elles sont partagées par de vastes groupes sociaux. « Elles sont des références morales et éthiques qui définissent le bien et le mal dans une société. Elles sont liées aux croyances, aux attitudes et aux comportements des individus ». En outre, elles sont généralement assez abstraites mais permettent aux individus de pouvoir évaluer des comportements, de définir leurs objectifs à atteindre et ce qui est approprié ou non pour réaliser ces buts. Les valeurs sont construites également émotionnellement et, lorsqu'elles sont transgressées, elles suscitent une réaction émotionnelle.
Les valeurs varient d'un individu à l'autre, de même que leur degré d'importance. Néanmoins, il est possible de mettre en évidence un certain nombre de valeurs partagées par un même groupe social. C'est dans ce sens que les valeurs sont aussi culturelles.
Les valeurs peuvent être souvent confondues avec des buts et des intérêts mais elles renvoient à un caractère abstrait, général et plus fondamental. C'est ce qui marque leurs différences avec les buts qui sont plutôt concrets et singuliers. De plus, les valeurs se stabilisent plus tard au cours du développement psychologique (fin de l'adolescence) que les intérêts. La différence avec la norme sociale, est que celle-ci renvoie à une situation spécifique, tandis que les valeurs font référence aux "standards de désirabilité et sont plus ou moins indépendantes des situations spécifiques".
Plusieurs auteurs ont réalisé des recherches sur les valeurs à un niveau individuel et culturel. Bien qu'ils ne soient pas tous représentés, les principaux seront explicités ci-dessous.
Cet article débutera par la présentation de trois thématiques importantes concernant les valeurs en psychologie : l'internalisation des valeurs, la variance des valeurs et les valeurs culturelles.
Ensuite, les théories des valeurs et la typologie des valeurs seront explicitées selon les théories de plusieurs chercheurs classés par ordre chronologique.

### Internalisation des valeurs
Les valeurs nous informent sur ce qui est important pour une personne. Chaque personne porte en elle un certain nombre de valeurs qui peuvent varier par ordre d'importance. Elles se transforment peu pendant l'âge adulte et sont donc des caractéristiques relativement stables.
Les valeurs se différencient aussi à un niveau interpersonnel. Pour certains, des valeurs spécifiques sont plus importantes que pour d'autres. Une personne peut par exemple accorder beaucoup d'importance au pouvoir tandis que d'autres personnes pas. Le degré d'importance des valeurs s'explique par le processus de socialisation pendant lequel les valeurs sont apprises.
L'internalisation des valeurs se déroule en deux étapes: premièrement, il y a une reconnaissance des règles données par les agents de la socialisation (parents, école, culture, etc.), ensuite, la deuxième étape consiste en l'acceptation par l'enfant des valeurs dans ses attitudes et conduites. Le processus d'internalisation passe donc d'abord par une soumission aux valeurs portées par les normes. Ensuite, par une identification à ces valeurs et enfin par une véritable internalisation de ces dernières.
Les valeurs ne sont pas contraintes par les agents de socialisation, mais elles se développent par le contact social et les interactions avec les proches, notamment par le jeu dès l'enfance et par la « multiplicité des expériences personnelles ». L'enfant développe ses valeurs par l'observation des personnes de son entourage et l’écoute des récits. Les valeurs qu'il internalise sont aussi influencées par le contexte (parents, école, médias, pairs, etc.).

### Variance des valeurs
Certains facteurs sont susceptibles d'influencer les valeurs. L'âge des personnes a une importance sur le poids donné à certaines valeurs. Ainsi, les personnes plus âgées accordent davantage d'importance aux valeurs de conservation (tradition, sécurité, conformité), tandis que les jeunes accordent plus d'importance aux valeurs d'ouverture et au changement (autonomie et stimulation).
Outre l'âge, d'autres facteurs comme la culture et la nationalité, expliquent en grande partie la différence d'importance accordée aux valeurs aussi bien dans le domaine religieux, le genre (même si cette différence est petite), l'orientation professionnelle, le travail, etc..

#### La dissonance cognitive
Un comportement peut être en discordance avec des valeurs. On parle dans ce cas de dissonance cognitive, un concept étudié en psychologie sociale, qui se rapporte à une incompatibilité entre deux états cognitifs. Une personne peut, par exemple, penser que le fait de fumer est mortel, mais elle peut quand même fumer. Ceci amène à un sentiment désagréable qui peut stimuler la personne à essayer de concilier les deux états cognitifs en utilisant différentes stratégies. Cette personne pourrait dans ce cas changer son comportement (par exemple : arrêter de fumer) ou changer ses valeurs/attitudes (par exemple : « les pauses cigarettes sont plus importantes pour moi que ma santé »). La dissonance cognitive a donc pour conséquence que les individus vont changer leur comportement ou leurs valeurs pour veiller à réduire cette tension cognitive, ce sentiment désagréable. Cependant, l'individu peut aussi modifier cette incohérence en faisant entrer d'autres ressources cognitives (par exemple : « je connais des personnes qui ont eu un cancer des poumons alors qu'ils n'ont jamais fumé »).

### Les valeurs culturelles

Les valeurs culturelles dans le monde d'après les politologues Ronald Inglehart et Christian Welzel.

Les valeurs culturelles « s'expriment à travers des normes ». Dans ce sens, les valeurs, comme les normes, « dépendent largement de la culture dans laquelle elles s'inscrivent ».
L'étude des valeurs culturelles ne permet pas seulement d'appréhender des différences entre les cultures, mais permet également de mettre en avant des valeurs qui vont au-delà de ces différences et que l'on peut appréhender comme des valeurs universelles permettant ainsi de découvrir des traits humains fondamentaux. Les valeurs culturelles sont des notions relativement abstraites, mais elles peuvent s'exprimer à travers les attitudes, croyances et comportements de la plupart des individus. L'« égalité du genre » est par exemple une valeur qui peut varier fortement d'une culture à l'autre. Dans les cultures dites « occidentales », cette valeur a plus d'importance que dans les cultures plutôt « orientales ». Ceci peut s'exprimer, par exemple, à partir de la liberté d'action des femmes vis-à-vis de celle des hommes. Dans certains pays, comme l'Arabie Saoudite, les femmes sont par exemple censées respecter le code vestimentaire dicté par leur religion et par la loi et elles ne sont pas autorisées à conduire une voiture.

## Les théories des valeurs

### Thomas et Znaniecki (1918)
Le sociologue William Thomas et le philosophe Florian Znaniecki ont proposé l'une des premières approches des valeurs. Leur ouvrage The Polish Peasant in Europe and America (en) (en français : Le paysan polonais en Europe et en Amérique: récit de vie d'un migrant) est devenu une œuvre classique en sociologie. Pour eux, la vie sociale consiste en deux éléments. D'une part, il y a des valeurs sociales objectives (des objets culturels qui ont une existence durable et qui ont une influence sur toute action sociale de l'être humain). D'autre part, il y a les attitudes individuelles qui sont subjectives (propriétés des membres du groupe social qui résultent des biographies individuelles). Le « fait social » est la combinaison d'attitudes personnelles et de valeurs collectives.

### Spranger (1922)
La théorie des valeurs d'Eduard Spranger renvoie à une typologie présentant six dimensions qui ne sont pas indépendantes les unes des autres et qui conduisent à un type de personnalité spécifique. Les valeurs, ou les types de personnalité, sont regroupés dans la typologie des valeurs.
La typologie des valeurs
- théoriques: recherche de la vérité et du savoir
- économiques: l’intérêt porte sur l'utilité pratique
- esthétiques: évaluation basée sur la beauté, la symétrie et l'harmonie
- sociales: valorisation de la sympathie, l'intégrité et l'altruisme
- politiques: évaluation basée sur le pouvoir personnel
- religieux: recherche de la compréhension du cosmos[8].

Il ne s'agit toutefois pas de catégoriser chaque être humain dans l'une ou l'autre dimension de valeurs. Dans chaque personnalité, on peut retrouver toutes ces valeurs avec des degrés d'importance différents.

### Vernon et Allport (1931)
Leur travail se base sur les travaux d'Eduard Spranger en reprenant sa typologie des valeurs. Afin de déterminer l'importance relative de chacune des six valeurs chez un individu donné, ils ont construit un questionnaire qui comporte 120 questions, chacune des six valeurs étant représentée par 20 questions. Ces questions reprennent des situations de la vie quotidienne pertinentes pour chaque valeur. Les participants de l'enquête doivent choisir entre différentes alternatives de réponses qui renvoient toujours à un choix d'attitude ou de comportement. Les résultats de leur recherche montrent que les profils de valeurs varient en fonction de l'âge, de la profession et du genre. Par conséquent, les juristes apparaissent plus politiques, tandis que les ingénieurs sont plutôt économiques et les psychologues théoriques. Pour prendre le cas du genre, les femmes semblent être plus « esthétiques, sociales et religieuses » par rapport aux hommes, qui semblent être plus « théoriques, économiques et politiques ». Cette échelle a notamment été appliquée dans le domaine de l'orientation scolaire et professionnelle.

### Postman, Bruner et McGinnies (1948)
Les chercheurs se sont basés sur l'échelle des valeurs afin de démontrer que les valeurs personnelles de chaque individu influencent ses perceptions. Ils ont réalisé leur travail expérimental en présentant à chaque participant 36 mots en lien avec les six valeurs décrites par Spranger (1922). Par exemple, pour le type politique, ils ont utilisé des mots comme : gouverner et rivaliser. Chacun de ces 36 mots ont été présentés l'un après l'autre et très brièvement (1/10 seconde) aux participants qui devaient simplement reconnaître les mots présentés. Les chercheurs ont mesuré le temps écoulé avant la reconnaissance du mot. Par ailleurs, ils ont évalué le profil de valeurs de chaque participant à l'aide de l'échelle de Vernon et Allport (1931). Ensuite, ils ont comparé le temps de reconnaissance d'un mot avec le profil de valeurs et ils ont remarqué que plus une personne attribuait d'importance à une valeur, plus elle la reconnaissait vite. Par exemple, une personne de type politique reconnait plus vite des mots comme gouverner ou rivaliser qu'une personne de type social. Les chercheurs ont pu montrer, à partir de cette expérience, que l'on sélectionne les informations par rapport aux priorités de valeurs, ce qu'ils nomment une "sensibilité sélective dans la perception",.

### Rokeach (1973)
Dans son œuvre The nature of human values, Milton Rokeach a démontré expérimentalement la structuration des valeurs en système. Il exprime sa conception en cinq postulats fondamentaux :
1. le nombre de valeurs d'une personne est relativement petit
2. tous les êtres humains ont les mêmes valeurs mais à des degrés différents
3. les valeurs sont organisées en systèmes de valeurs
4. les origines des valeurs humaines se trouvent dans la culture, la société, les institutions et la personnalité
5. les conséquences des valeurs se manifestent pratiquement dans tous les phénomènes que les chercheurs en sciences humaines peuvent étudier[28]

Selon Rokeach, « une valeur est une croyance durable, qui se traduit par le choix d'un mode de conduite ou d'un but de l'existence que l'on préfère, personnellement ou socialement, aux modes de conduites ou aux buts opposés ou contraires ».
Il considère alors que les valeurs représentent des croyances qui peuvent avoir des composantes cognitives, affectives et comportementales:
- La composante cognitive d'une valeur est une croyance descriptive ou existentielle qui peut être vraie ou fausse (Je crois que la population mondiale est une grande famille)
- La composante affective d'une valeur est une croyance évaluative où l'objet est évalué bon ou mauvais (L'université est le meilleur endroit pour l'apprentissage)
- La composante comportementale d'une valeur est une croyance prescriptive par laquelle une action est jugée désirable ou indésirable (Il ne faut pas mentir)[29],[30]

Les valeurs d'une personne ou d'une société sont durables, donc relativement stables. Elles ont ainsi une certaine continuité. Néanmoins, ces mêmes valeurs sont quand même susceptibles d'évoluer permettant ainsi à l'homme et à la société de pouvoir changer. Cette durabilité des valeurs peut être expliquée à travers leur mode d'apprentissage. Par l'expérience et par un processus de maturation, l'être humain apprend progressivement à intégrer des valeurs qui nous ont été enseignées dans des contextes divers (famille, école, etc.). Par exemple, à l'école, on apprend à être amical avec les camarades de classe, pourtant à la maison les parents enseignent souvent à se défendre quand on est harcelé. Quand l'enfant est confronté à des situations sociales où ses valeurs sont en compétition, il doit choisir entre elles. Au fur et à mesure, l'enfant apprend à intégrer des valeurs isolées et absolues (comme l'obéissance ou l'indépendance) en un système hiérarchiquement organisé, où chaque valeur est ordonnée selon une importance relative par rapport aux autres.
Une valeur réfère soit à un mode de conduite, soit à un but dans l'existence. Par ce fait, il existe deux principales sortes de valeurs :  
- les valeurs instrumentales renvoient à un mode de conduite et peuvent être distinguées en deux types, les valeurs morales (généralement avec une composante interpersonnelle, p.ex. être honnête) et les valeurs de compétences (généralement avec une composante intrapersonnelle, p.ex. être logique).
- les valeurs terminales renvoient à un but dans l'existence et peuvent être personnelles (centrées sur soi, p.ex. l'harmonie de l'esprit) ou sociales (centrées sur la société, p.ex. la paix dans le monde). La hiérarchie qui leur est attribuée est liée à l'importance relative que l'on accorde aux valeurs personnelles ou sociales.

Selon Rokeach, augmenter l'importance d'une valeur sociale amène à augmenter l'importance des autres valeurs sociales et à diminuer celles des valeurs personnelles.

#### L'inventaire des valeurs
Afin de mesurer les priorités des valeurs de chacun, Rokeach a élaboré un inventaire des valeurs (RVS-Rokeach Value Survey) qui se présente sous la forme de deux listes de valeurs. La première liste consiste en 18 valeurs terminales (comme l'égalité ou le bonheur), qu'il faut classer selon l'importance qu'on lui attribue personnellement. Ensuite, suit une liste avec 18 valeurs instrumentales (comme ambitieux ou obéissant) qu'il faut classer de la même manière. Par rapport aux autres inventaires qui existaient jusqu'à présent, celui-ci est beaucoup plus simple, car il ne propose que 36 valeurs avec une description brève.

### Hofstede (1980, 1991)
Geert Hofstede est un psychologue hollandais, qui a eu beaucoup d’influence sur la psychologie interculturelle comparative depuis les années 1970 jusqu'aujourd’hui. Hofstede, s'intéresse à l’influence de la culture sur la psychologie. Pour lui, la culture est une programmation mentale. Il la définit comme « la programmation collective de l'esprit qui distingue les membres d’un groupe ou d’une catégorie de personnes par rapport à l'autre ». Selon Hofstede, les différences culturelles peuvent, suivant le contexte, aboutir à des malentendus et ainsi venir altérer les relations interculturelles.
Il a réalisé plusieurs études sur l’effet de l’influence de la culture sur les valeurs et les comportements des individus au travail, la première et la plus célèbre s'adressait aux employés de l'entreprise multinationale IBM à travers le monde. Cette étude lui a permis d'identifier cinq dimensions structurant les variations interculturelles des valeurs :

#### La distance hiérarchique (IDH)
Selon Hofstede, si cet indice est élevé dans un pays, cela signifie que les gens, y compris ceux ayant le moins de pouvoir, ont tendance à accepter cette différence de pouvoir entre eux et leurs supérieurs. Les pays associés à un indice de distance hiérarchique élevé sont également d'après lui, ceux où l’on constate le plus d’inégalités de pouvoir et de richesse. Hofstede observe ainsi une très grande différence de classes sociales entre les plus favorisés et les plus défavorisés. Ces pays sont aussi caractérisés par un faible degré de mobilité sociale, et une dépendance soutenue aux supérieurs, bien que celle-ci s’exprime parfois sous forme de révolte. Il remarque également dans son étude, une forte distance émotionnelle entre les personnes de statuts différents. Il observe ainsi que les habitants des pays avec un indice de distance hiérarchique faible entretiennent des relations plus égalitaires. Et qu'il n’est pas toléré que les personnes au pouvoir accaparent toutes les richesses. Les relations hiérarchiques sont davantage appréhendées en termes d'interdépendance, et la distance émotionnelle est plus faible.
Au-delà de la sphère professionnelle, Hofstede remarque aussi que la distance hiérarchique existe dans les familles. Dans les pays où la distance hiérarchique est plus élevée, la hiérarchie est plus présente entre les parents et les enfants, qui sont censés leur obéir, ainsi qu'au sein de la fratrie (respect de l’aîné). Alors que dans les pays où la distance hiérarchique est plus faible, les parents demandent plus l’avis de leurs enfants et ceux-ci sont considérés de manière égale quel que soit leur âge.
Hofstede décrit aussi l’importance des implications politiques de la position des pays par rapport à leur distance hiérarchique. Selon lui, là où la distance hiérarchique est la plus élevée, les personnes au pouvoir gouvernent par la force et s’approprient les richesses. Pour Hofstede, si le peuple se révolte cela aura tendance à aboutir à une dictature dans ces sociétés. Alors que dans les pays à faible distance hiérarchique, les pouvoirs acquièrent leur statut selon leur compétence et sont élus démocratiquement. Les changements politiques se déroulent plus pacifiquement.
Exemples : 
- Score les plus élevés d'IDH : Malaisie, Guatemala, Philippines, Panama, Équateur, Venezuela, Mexique, pays arabophones, Indonésie, Inde, pays d’Afrique de l’Ouest[7].

- Score les plus faibles d'IDH : Israël, Danemark, Nouvelle-Zélande, Irlande, Suède, Finlande, Norvège, Suisse, Allemagne de l’Ouest, Grande-Bretagne et Costa Rica[7].

#### L'individualisme et le collectivisme
Cette dimension étudiée par Hofstede a suscité de nombreuses recherches ultérieures. « L’individualisme caractérise les sociétés dans lesquelles les liens entre les personnes sont lâches ; chacun doit se prendre en charge, ainsi que ses parents les plus proches ». Tandis qu’il définit à l’opposé le collectivisme tel que « le collectivisme caractérise les sociétés dans lesquelles les personnes sont intégrées, dès leur naissance, dans des groupes forts et soudés qui continuent de les protéger tout au long de leur vie, en échange d’une loyauté indéfectible ». Selon cet auteur, ces notions font donc référence à des rapports sociaux très différents. Le collectivisme et l’individualisme, selon lui, représentent ainsi deux pôles opposés d’une même dimension. Dans son enquête, le pôle individualiste est décrit par des réponses exprimant la volonté d’avoir du temps pour soi, une liberté dans son travail, le goût des challenges alors que le pôle collectiviste est décrit par un souhait de formation, d’amélioration des conditions matérielles de travail, d’avoir l’opportunité d’utiliser pleinement ses compétences.
De nouveau, Hofstede transpose aussi cette dimension dans le contexte familial. Pour lui, dans les sociétés les plus individualistes, la norme se retrouve uniquement au sein de la famille nucléaire (père, mère, fratrie) et les individus ont plus de moments seuls, notamment la nuit, alors que dans les sociétés collectivistes ce n’est pas uniquement la famille nucléaire mais la famille élargie (grands-parents, oncles, tantes, cousins...) qui est la norme, et il y a beaucoup plus de contacts sociaux entre les membres. De plus, il remarque que dans les sociétés individualistes, l’expression émotionnelle et la franchise sont plus utilisées dans le contexte familial que dans les sociétés collectivistes où les membres semblent plus retenir et garder leurs émotions personnelles et leurs opinions pour préserver l’harmonie des relations entre les membres et d’éviter les conflits.
Hofstede rallie également les pôles individualistes et collectivistes à la communication, en faisant référence aux travaux de l'anthropologue Edward T. Hall. Dans les pays individualistes, il décrit la communication comme étant à contexte faible, alors qu'elle serait à contexte fort dans les sociétés collectivistes. Dans les sociétés collectivistes, communication à contexte fort, l’information se retrouve principalement dans l’environnement physique des personnes et dans leurs rapports relationnels; le contenu explicite du message n’est pas l’essentiel. Tandis que dans les sociétés individualistes, communication à contexte faible, l’information se situe essentiellement dans le message explicite et s’exprime verbalement.
Dans la sphère professionnelle, d'après Hofstede, dans les sociétés individualistes, le salarié est considéré comme une personne à part entière, ayant ses propres besoins et il entretient une relation contractuelle avec son patron. Si le patron n’est pas satisfait de son employé, il peut mettre fin à son contrat. C’est selon lui un principe universaliste, tout le monde est sur un pied d'égalité. Contrairement aux sociétés collectivistes où c’est le particularisme, le salarié est considéré comme un individu mais surtout comme une personne faisant partie et appartenant à un groupe. Il doit donc veiller à l’intérêt de son groupe et y être loyal. Le patron recrutera d’abord les personnes de sa famille puis celle de ses employés, il a un certain contrôle sur les individus. La relation patron-salarié est basée sur les relations familiales, une relation paternaliste qui renforce la différence de statut mais qui est moins facilement mise à terme que dans les sociétés individualistes.
Exemples : 
- Pays individualistes : États-Unis, Australie, Grande-Bretagne, Canada, Pays-Bas, Nouvelle-Zélande, Italie, Belgique, Danemark, Suède, France[7].

- Pays collectivistes : Guatemala, Équateur, Panama, Venezuela, Colombie, Indonésie, Pakistan, Costa Rica, Pérou, Taiwan[7].

Hofstede attribue cette répartition des pays selon l’histoire ancienne, les pays de langue germanique ont donc un faible IDH et sont plus individualistes alors que les pays de langues romanes ont un IDH plus élevé et sont davantage collectivistes. Il lie également cela à la latitude: plus un pays s’écarte de l’équateur, plus sa distance hiérarchique est faible et plus il sera individualiste et inversement. Il corrèle aussi ces dimensions avec la population d’un pays: plus un pays est peuplé, plus la distance hiérarchique est forte et plus il sera collectiviste.

#### La féminité et la masculinité
Dans la sphère professionnelle, Hofstede considère que les pays qui ont un score plus élevé en masculinité, sont des sociétés qui valorisent l’accomplissement, la compétition et la recherche de succès matériel. Quant aux sociétés plus féminines, elles valorisent plus la modestie, la coopération, la qualité de vie et l’attention pour les personnes les plus faibles. La motivation varie donc entre ces sociétés entre vouloir être le meilleur, pour les plus masculines, ou aimer ce que l’on fait, pour les plus féminines.
Pour Hofstede, cette dimension des genres correspond également à la différenciation des genres au sein d'une société car il existe une forte différenciation de genre par rapport aux rôles traditionnels dans les sociétés masculines, tandis que la différence est plus faible dans les sociétés féminines.
Exemples :
- Pays très féminins : Suède, Norvège, Pays-Bas, Danemark, Costa Rica, Finlande, Chili, Portugal, Thaïlande et Guatemala[7].

- Pays très masculins : Japon, Autriche, Venezuela, Italie, Suisse, Mexique, Irlande, Jamaïque, Grande-Bretagne, Allemagne[7].

#### Le contrôle de l'incertitude
Le contrôle de l’incertitude, selon Hofstede, correspond au niveau de tolérance des individus par rapport à l'incertitude, l'inconstance de la société. Lorsqu'il y a un grand contrôle de l’incertitude, cela signifie que ce sont des sociétés qui tentent à contrôler par la mise en place de règlements, lois, interdits, pour rassurer les gens. Au contraire, un faible contrôle de l'incertitude correspondrait aux sociétés qui imposent moins de règles, tolèrent plus facilement le fait de ne pouvoir tout contrôler et les changements qui se déroulent. Pour Hofstede, ces sociétés ont un plus grand dynamisme économique car elles osent prendre des risques, investissent, innovent et accordent plus de crédit aux idées non-conformistes. L'éducation est plus souple que dans les sociétés à fort contrôle, où l'éducation est plus stricte.
Exemples :
- Pays avec un haut degré de contrôle de l’incertitude : Grèce, Portugal, Guatemala, Uruguay, Belgique, Salvador, Japon, Yougoslavie, Pérou, France[7].

- Pays avec un faible degré de contrôle de l’incertitude : Singapour, Jamaïque, Danemark, Suède, Hong Kong, Irlande, Grande-Bretagne, Malaisie, Inde, Philippines et États-Unis[7].

#### L'orientation à long et à court terme
La dimension de l'orientation à long/à court terme correspond à l'horizon temporel d'une société. Les sociétés qui ont un score bas dans cette dimension, l'orientation à court terme, donnent de la valeur aux normes et méthodes traditionnelles et considèrent le changement social avec méfiance. Ils perçoivent le temps comme circulaire. Les sociétés avec un score élevé, l'orientation à long terme, perçoivent le temps comme linéaire et se préparent pour le futur plutôt que conserver les normes et traditions du passé. L'orientation à long terme est basée sur le confucianisme chinois. L'Asie de l'Est a un score élevé en orientation à long terme. Des scores moyens s´observent en Europe de l'Est et en Europe de l'Ouest et les pays qui se rapprochent le plus de l´orientation à court terme sont les pays du monde musulman, d'Amérique latine ainsi que les pays d'Afrique.

### L'individualisme et le collectivisme selon Triandis (1998)
L'Américain Harry Triandis est un psychologue interculturel comparatiste ; grâce à ses recherches il a pu faire évoluer les représentations de l’individualisme et du collectivisme. À l'origine, son étude commence par une critique du modèle d’Hofstede. Il conserve donc la dimension individualisme/collectivisme d’Hofstede tout en la modifiant.
Pour Triandis, l'individualisme et le collectivisme ne sont pas deux pôles opposés d’une même dimension comme le proposait Hofstede. Il insiste donc sur leur indépendance et propose un facteur d’individualisme fort et faible et un facteur de collectivisme fort et faible. Ainsi, en rajoutant cette nuance, Triandis, considère qu’une personne pourrait être collectiviste et individualiste en même temps et valoriser aussi bien l'indépendance individuelle que les liens sociaux.
Triandis ajoute également une autre dimension qui est la relation au pouvoir. Il va la corréler avec l'individualisme et le collectivisme et il aboutit ainsi à une typologie des cultures.
L'axe horizontal correspond à l'égalité des statuts à l'intérieur des sociétés et le pôle vertical correspond au rapport hiérarchique.
- L'individualisme horizontal : les individus sont considérés comme uniques et distincts mais sont perçus comme égaux (Exemple : la Suède)[7].

- L'individualisme vertical : les individus sont considérés comme uniques et distincts mais ils se différencient de par leur statut. Ce sont des sociétés plus compétitives (Exemple : les États-Unis)[7].

- Le collectivisme horizontal : les individus se perçoivent comme étant similaires, ils ne se dominent pas les uns les autres et ont des objectifs communs. Cependant, ils ont peu de liberté (le communisme illustre bien cette culture)[7].

- Le collectivisme vertical : l'individu se perçoit comme faisant partie du groupe d’appartenance mais les autres membres du groupe se différencient par leur statut. On valorise l’intégrité de groupe en sacrifiant ses intérêts personnels pour se soumettre à l’autorité. Ce type de fonctionnement rappelle le régime fasciste et nazi[7].

Néanmoins, Triandis précise que les pays ne sont pas figés à une typologie puisque les cultures évoluent.
Traindis va également mettre en avant le fait qu’il existe de nombreuses variations individuelles. Ainsi, une personne qui aurait plus tendance à être individualiste sera décrite comme idiocentrique, et si elle a tendance à davantage être collectiviste, comme allocentrique. Il clarifie cependant le fait qu’un individu peut être à la fois idiocentrique et allocentrique suivant le contexte.

### L'inventaire des valeurs de Shalom Schwartz (1992-2009)
Schwartz est un psychologue social israélien qui a essayé depuis les années 1990 d'identifier les dimensions universelles qui structurent les valeurs humaines par une série d’enquêtes internationales. Cette recherche lui a permis d’aboutir à un modèle multidimensionnel des valeurs. En 2006, Schwartz identifie dix valeurs culturelles. En 2009, il ne retient ensuite que sept valeurs interculturelles.

#### Modèle des dix valeurs (2006)

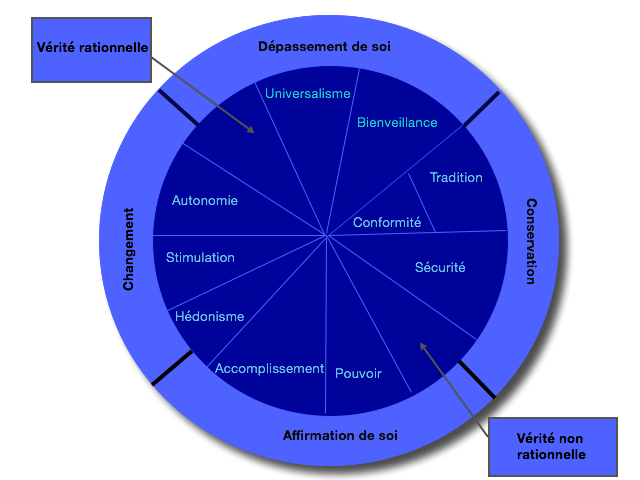
Le modèle circumplex des 10 valeurs selon Schwartz révisé par Wach et Hammer (2003)

Schwartz a élaboré un modèle circulaire qui est universel. Selon lui, on retrouve ces valeurs dans tous les pays. Il a élaboré une liste de 56 valeurs regroupées selon 10 dimensions. Son modèle circulaire comporte 4 axes qui s’opposent mutuellement selon leur position sur le cercle. Ceux qui se trouvent face à face s’opposent. L'axe vertical du modèle circulaire, est relatif aux valeurs de dépassement de soi (universalisme et bienveillance) s’opposant aux valeurs de l’affirmation de soi (pouvoir, accomplissement de soi). Au niveau horizontal, il y a un axe concernant les valeurs du changement (autonomie, stimulation, hédonisme) s’opposant à l’axe des valeurs relatives à la conservation (sécurité, conformité et tradition).
M. Wach et B. Hammer (2003) ont ajouté plus tard deux valeurs au modèle circulaire de Schwartz. Ces deux valeurs correspondent au besoin de connaissance : la vérité rationnelle et la vérité non rationnelle (croyance au surnaturel et au destin).

#### Modèle des sept valeurs (2009)
Selon Schwartz, on peut retrouver dans toutes les cultures ces sept valeurs, mais l'importance que l’on accorde à chacune des valeurs diffère en fonction de la culture. Selon lui « les valeurs culturelles sont liées à la manière dont chaque groupe culturel apporte des réponses aux problèmes de base que rencontrent toutes les sociétés humaines ».
L'un des premiers problèmes serait de définir les relations entre les individus et le groupe. Pour Schwartz, il y a deux solutions possibles à ce problème :
- L'autonomie : les personnes peuvent exprimer leurs sentiments, leurs opinions et leurs préférences. L'individu est considéré comme une personne unique, comme un être à part entière qui le distingue des autres et de son groupe. L'autonomie intellectuelle, pousse les individus à réaliser leurs propres projets, à exprimer leurs opinions. Elle contient des valeurs comme la créativité, l'ouverture d'esprit et la curiosité. L’autonomie affective quant à elle, est le fait que l’individu recherche des expériences affectives agréables, une vie faite de plaisir, excitante, diversifiée.

- L'incorporation sociale : les individus font partie de la collectivité, du groupe. L'individu ne prend sens que par rapport à ses relations avec les autres et l’identification à son groupe d’appartenance. Ce qui le guide avant tout ce sont les objectifs collectifs et il recherche le maintien de la stabilité du groupe. Les valeurs de l'incorporation sociale sont le respect des traditions, l'ordre social, l'obéissance, la sécurité et la sagesse.

Dans cette distinction que fait Schwartz, on peut voir le lien avec la dimension individualiste/collectiviste du modèle d’Hofstede.
Le deuxième problème de base que décrit Schwartz, est le contrôle du comportement des individus d’une société pour qu'ils maintiennent le tissu social. Pour lui, il est important que les membres de la collectivité agissent dans l'intérêt de celle-ci au lieu de s'y opposer. Les deux solutions trouvées par cet auteur sont :
- L'égalitarisme : les individus sont égaux en termes de moralité et partagent des intérêts communs. Ils sont assez socialisés pour coopérer et se soucier du bien-être d’autrui. Les valeurs de l'égalitarisme sont l’égalité, la justice sociale, l'entraide, l'honnêteté et la responsabilité.

- La hiérarchie : cette solution assure la participation des membres aux buts de la collectivité. Ce qui implique une répartition inégale du pouvoir, des ressources et des rôles sociaux. La hiérarchie prône donc des valeurs d’autorité, de pouvoir social, d'humilité et de richesse.

Et pour finir, le troisième problème de base serait de réguler l'utilisation des ressources humaines et naturelles. Les solutions trouvées pour y répondre sont :
- L'harmonie : afin de pousser l'individu à s’insérer dans un monde naturel et social, d’essayer d'accepter et de s'adapter à celui-ci au lieu de vouloir le changer. On valorise l’unité avec la nature, la paix, la protection de l'environnement et l’acceptation.

- La maîtrise : vise à maîtriser, transformer, modifier l'environnement naturel et social pour atteindre des buts collectifs ou personnels. Cette solution favorise des valeurs comme l'ambition, la compétence, l’autosuffisance, l'audace et le succès.

Ensuite, après avoir décrit ces sept valeurs, Schwartz s’est intéressé à la relation entre elles, en observant que certaines étaient compatibles et d’autres contraires. En 2009, il a ainsi créé un modèle théorique des relations entre les sept valeurs de base.

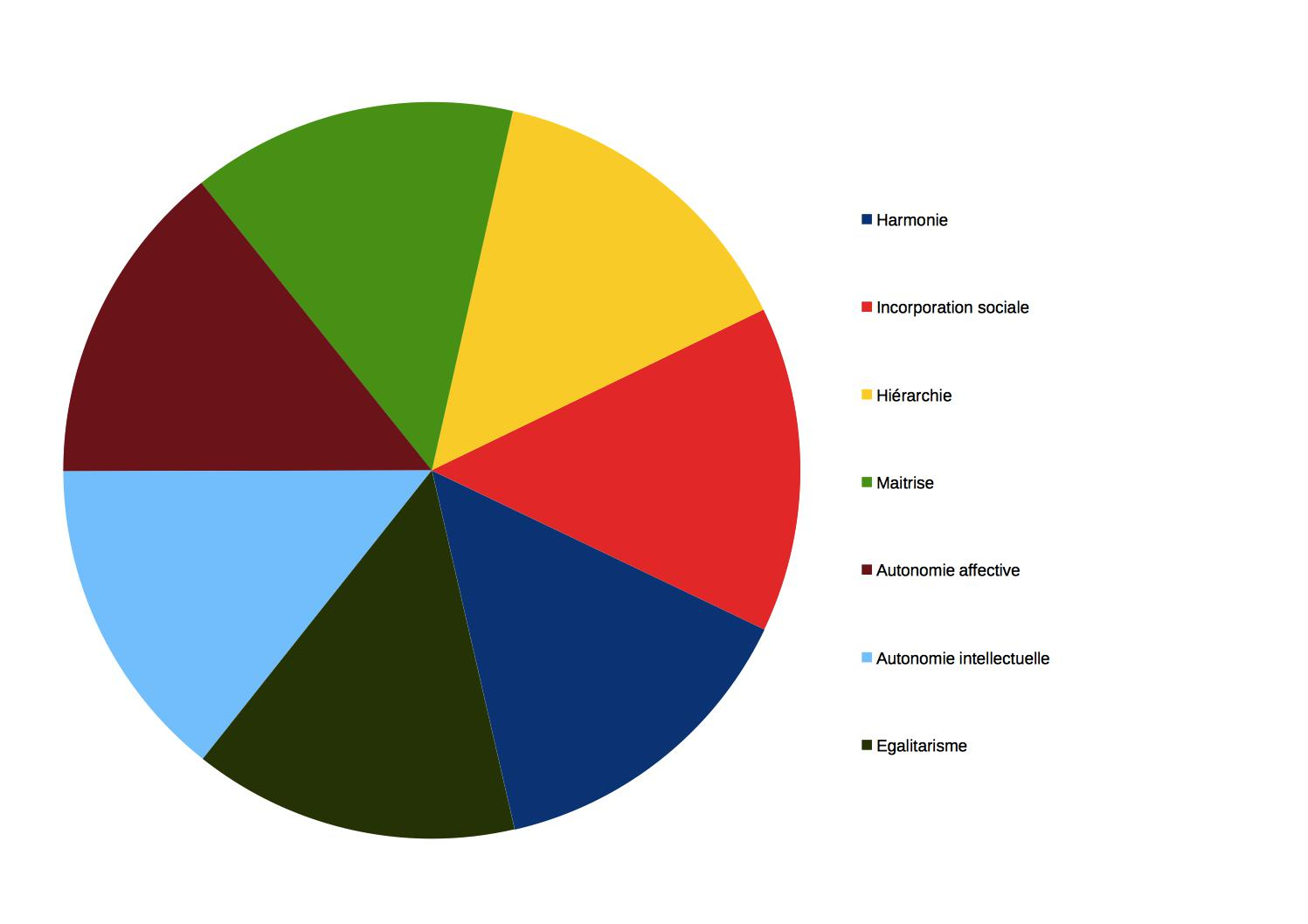
Les sept valeurs de Schwartz. Ce modèle circulaire, montre que les valeurs adjacentes sont considérées comme compatibles et celles qui sont opposées comme incompatibles.

Schwartz, a également réalisé une cartographie des valeurs car il remarque qu'il y a des différences entre les individus selon le degré d'importance que l'on accorde aux valeurs et cela change aussi suivant les cultures. Il a ainsi pu positionner 77 groupes culturels selon ces sept valeurs culturelles. Grâce à cela, il a alors pu regrouper les 77 groupes en huit aires culturelles internationales qui diffèrent en fonction des valeurs :
- L'Europe occidentale : égalité, autonomie intellectuelle

- Les pays anglophones : autonomie affective et maîtrise

- L'Amérique latine : combinent différentes valeurs

- L'Europe centrale et les pays baltes : harmonie

- Les pays d’Europe de l’Est orthodoxe : combinent plusieurs valeurs

- L'Asie du sud : incorporation sociale

- Les pays influencés par le confucianisme : incorporation sociale, hiérarchie et maîtrise.

- L'Afrique subsaharienne et le Moyen-Orient : incorporation sociale

Pour Schwartz, en réalisant cette cartographie, il obtient une vision plus fidèle et plus précise qu’Hofstede des différences interculturelles des valeurs. Néanmoins, au-delà des différences, l’égalitarisme est la valeur la plus importante partout, alors que la hiérarchie est la moins valorisée.
Enfin, Schwartz a continué ses recherches en corrélant les valeurs culturelles à des facteurs sociaux et politiques. Il remarque qu’un pays qui valorise l’autonomie, l'égalitarisme et l'harmonie est en lien avec le degré d'égalité hommes-femmes. Son modèle a donc l'avantage d'être lié à des pratiques concrètes comme le PIB (Produit Intérieur Brut) (qui varient en fonction des valeurs également). Il considère ainsi qu’il y a une influence réciproque entre la structure sociale et la culture.

#### Hypothèse d'une troisième dimension au modèle de Schwartz (2014)

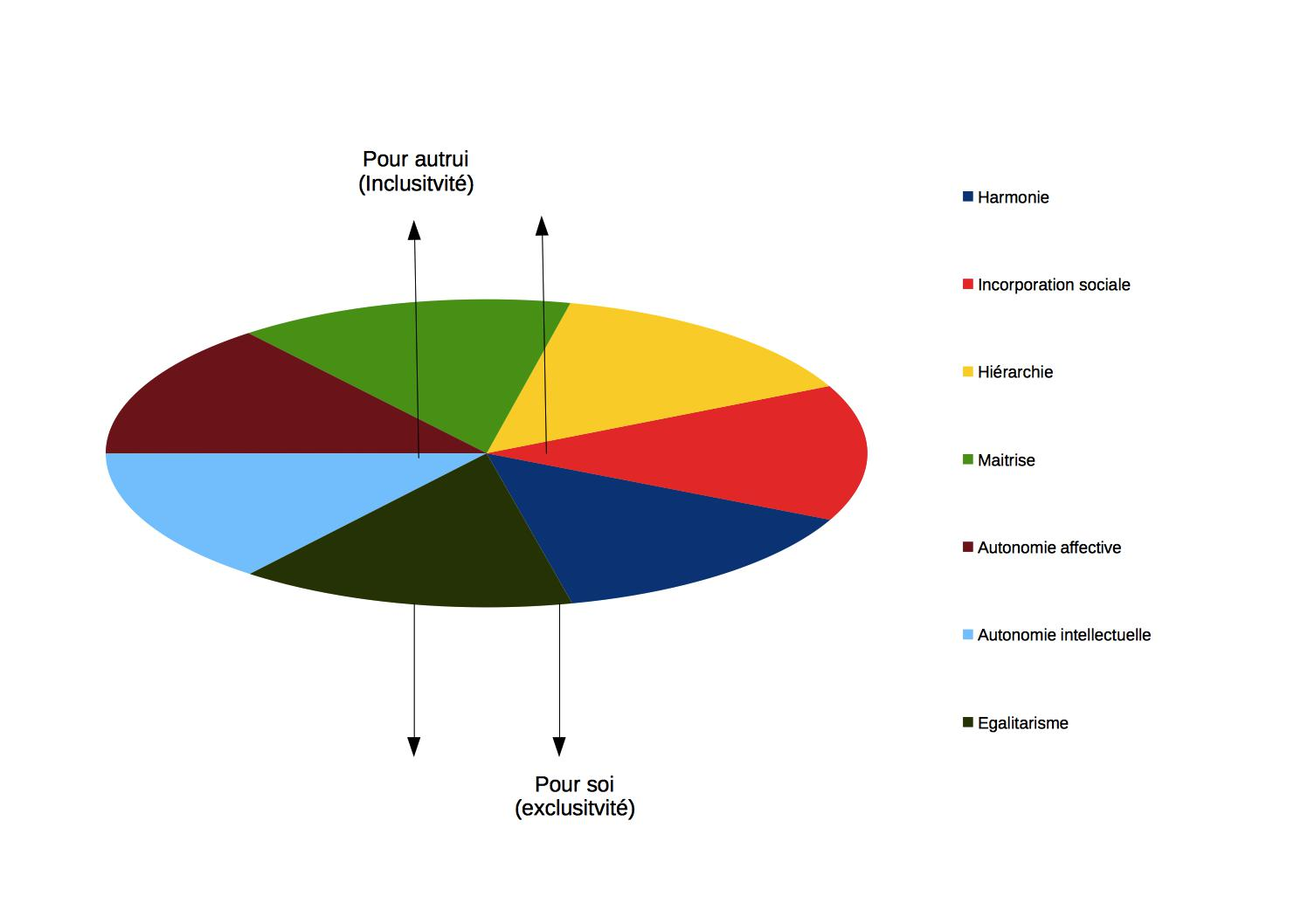
Le modèle des valeurs de Schwartz avec une troisième dimension: l'inclusivité et l'exclusivité

Chataigné (2014) évoque l'hypothèse de l'existence d'une troisième dimension dans le modèle de Schwartz. Le modèle circumplex des valeurs, donc le cercle en deux dimensions, recevra alors une dimension en plus (axe vertical par rapport à la figure plane du circumplex, voir Image). Cette troisième dimension pourrait être nommée « inclusive-exclusive». Cette hypothèse se base sur l'idée que les valeurs décrites par Schwartz pourraient être interprétées selon ces deux pôles :
- L'inclusivité: les valeurs sont poursuivies pour des buts altruistes (en « incluant » autrui).

- L'exclusivité: les valeurs sont poursuivies pour des buts égoïstes (en « excluant » autrui).

Par exemple, la poursuite de la valeur d’«autorité» pourrait être interprétée de deux façons: soit on veut occuper une position d'autorité pour mieux servir la communauté (autorité d'inclusion), soit on veut occuper cette position pour dominer autrui (autorité d'exclusion).
Ces deux types de motivations peuvent cohabiter chez un individu. Par exemple, une personne dans une position d'autorité peut apprécier celle-ci car cette position lui permet d'être plus utile à autrui (inclusif) et en même temps cette position valorise son estime de soi (exclusif).

### Maio et Olson (1998)
Maio et Olson ont mené plusieurs études à partir desquelles ils ont pu montrer « un point de vue intéressant sur le fonctionnement des valeurs et leur changement ». Les deux chercheurs considèrent que les valeurs fonctionnent comme des truismes culturels. Selon les travaux de McGuire (1964), dont Maio et Olson se sont inspirés, « les truismes culturels sont des croyances qui sont si largement partagées dans le milieu social de la personne qu'elle ne les aurait jamais entendu être attaquées, et par conséquent, pour lesquels elle douterait qu'une attaque soit possible ». Ces valeurs qui fonctionnent comme des truismes dans une société sont des valeurs très peu controversées, comme l'honnêteté, l'égalité ou l'altruisme. Les valeurs, qui sont si largement partagées sont pourtant en même temps les valeurs les moins questionnées (ce qui est logique car plus les gens remettent en question des valeurs, moins ces valeurs seront partagées par une grande population).
Par leurs études, Maio et Olson ont alors pu montrer que les truismes présentent deux caractéristiques essentielles: 
- Les gens doivent être fortement d'accord avec les truismes
- Un manque de conscience des raisons pour lesquelles les gens adhèrent à ces truismes[39]

Les deux chercheurs ne voulaient pas modifier le modèle des valeurs de Schwartz ; au contraire ils adhèrent au fait que les valeurs sont des construits centraux. Néanmoins, ils ont constaté que les valeurs ne sont pas que des construits centraux soutenus par de l'information cognitive, mais bien aussi des truismes qui sont soutenus par de l'information affective.

### Critiques des modèles
Hofstede et Schwartz permettent tous les deux, grâce à leurs recherches, de situer culturellement un pays et de faire certaines prédictions sur les caractéristiques psychologiques de ses habitants.
Néanmoins, il est important de savoir que les cultures changent et évoluent, les valeurs sont donc aussi mouvantes et non constantes. De plus, elles ne sont qu’un facteur parmi d’autres pour comprendre la psychologie des individus.

#### Critiques du modèle d'Hofstede
L'une des critiques adressée au modèle d’Hofstede est notamment en lien avec sa définition des valeurs qu’il définit comme une « programmation collective » car cela fait référence à une certaine passivité, comme si l’être humain se laissait influencer et programmer par son groupe. De plus, Hofstede tire de son modèle des conclusions sur d’autres domaines de la vie en société et considère la culture comme seule source et cause du comportement des individus et du fonctionnement des sociétés, il ne prend pas en compte l’éventualité d’une relation de cause à effet entre ces variables.
Il lui est reproché aussi fréquemment de mettre en avant ses propres jugements de valeur sans veiller à l’objectivité des différences culturelles qu'il décrit.
Beaucoup de critiques ont également été faites dans le domaine des sciences humaines par rapport aux faiblesses de sa méthodologie pour mesurer les quatre dimensions.
Schwartz critique également le modèle d'Hofstede et pense que l'opposition faite par Hofstede entre l’individualisme et le collectivisme est beaucoup trop inclusive et cache des nuances importantes. Néanmoins, Schwartz a été influencé par ce modèle et l’on peut remarquer quelques liens entre le sien et celui d'Hofstede.
Néanmoins, l’avantage de son modèle est qu'il tient compte de l'importance du facteur culturel dans le comportement et la psychologie des individus. Ces cinq dimensions ont eu une grande influence sur les recherches ultérieures dans la comparaison interculturelle des valeurs. De plus, son modèle a eu un franc succès dans le domaine de gestion des ressources humaines.

#### Critiques du modèle Individualisme-Collectivisme
L'usage du paradigme I/C peut être risqué si on lui accorde trop de pouvoir explicatif. Ce paradigme peut être une sorte d'explication des différences culturelles, mais il y a d'autres notions de comparaisons (économiques, politiques, éthiques, etc.). Le risque du modèle I/C peut être également de renforcer, voire de créer, des stéréotypes, car des concepts comme l'« individualisme » ou le « collectivisme » peuvent être évalués de manière négative. En plus, il persiste à une incertitude quant aux classements de toutes les sociétés sous une logique de l'I/C

#### Critiques générales
Les critiques des modèles ne sont pas exhaustives. En effet, les différents modèles cités ont été parfois réévalués et critiqués par d'autres auteurs quant à leur méthodologie ou par rapport à leur validité . Parler de valeurs et de cultures reste subjectif. Bien que ces études aient eu des apports théoriques importants en psychologie, elles restent également liées aux points de vue des chercheurs.